# Préfailles
Préfailles is een gemeente in het Franse departement Loire-Atlantique (regio Pays de la Loire). De plaats maakt deel uit van het arrondissement Saint-Nazaire. Préfailles telde op 1 januari 2022 1.246 inwoners.

## Geografie
De oppervlakte van Préfailles bedroeg op 1 januari 2022 4,88 vierkante kilometer; de bevolkingsdichtheid was toen 255,3 inwoners per km².

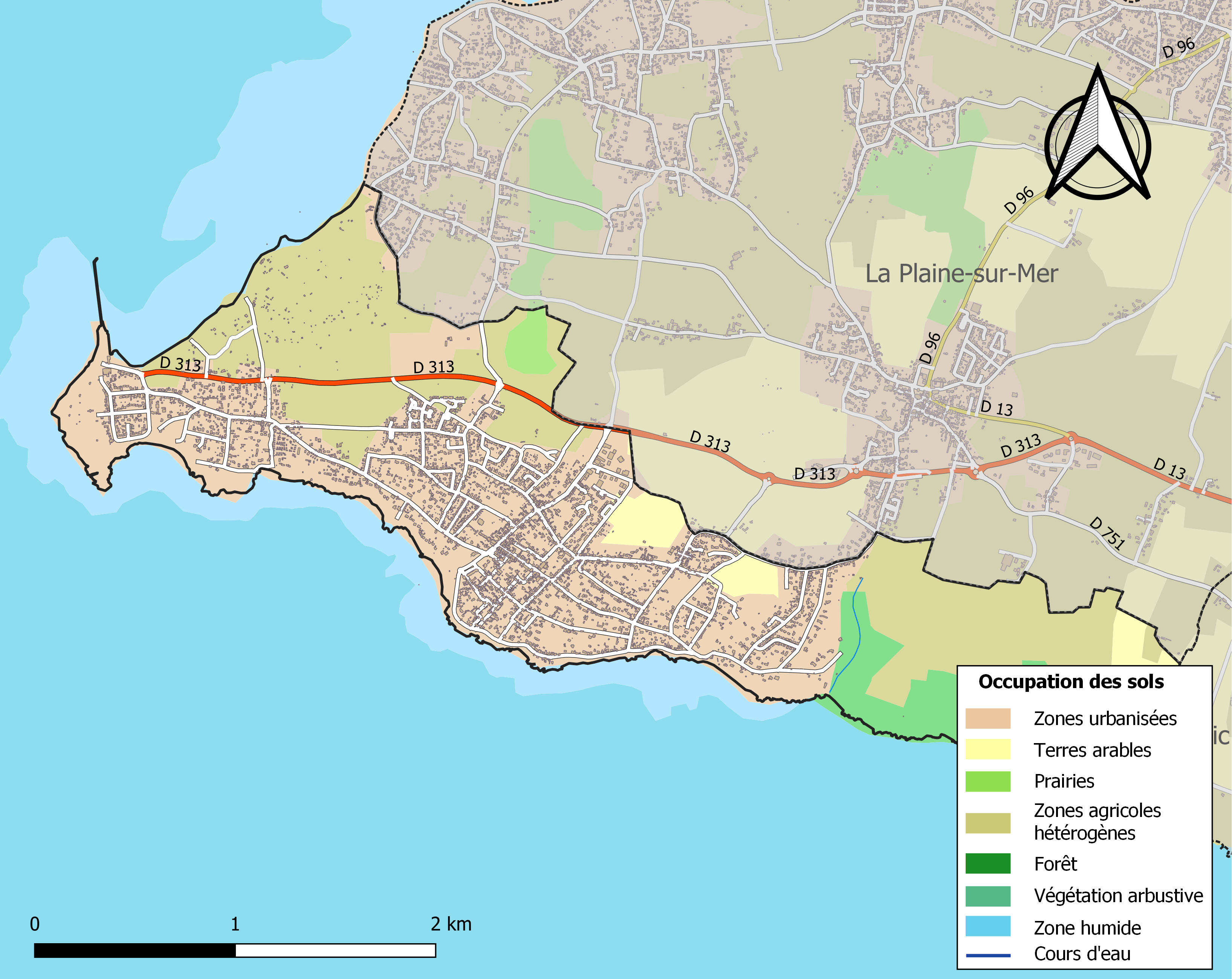
Kaart van de gemeente met de belangrijkste infrastructuur, bodemgebruik en omliggende gemeenten

## Demografie
Onderstaande figuur toont het verloop van het inwonertal (bron: INSEE-tellingen).